# Полутино (Вологодская область)
Полутино — деревня в Великоустюгском районе Вологодской области.
Входит в состав Марденгского сельского поселения, с точки зрения административно-территориального деления — в Марденгский сельсовет.
Расстояние по автодороге до районного центра Великого Устюга — 18,5 км, до центра муниципального образования Благовещенья — 3 км. Ближайшие населённые пункты — Коммуна, Торжино, Большое Ямкино, Горшково.
По переписи 2002 года население — 5 человек.